# Cnemolia grisea
Cnemolia grisea är en skalbaggsart som beskrevs av Stefan von Breuning 1952. Cnemolia grisea ingår i släktet Cnemolia och familjen långhorningar. Inga underarter finns listade i Catalogue of Life.